# III Grupa Lotnicza

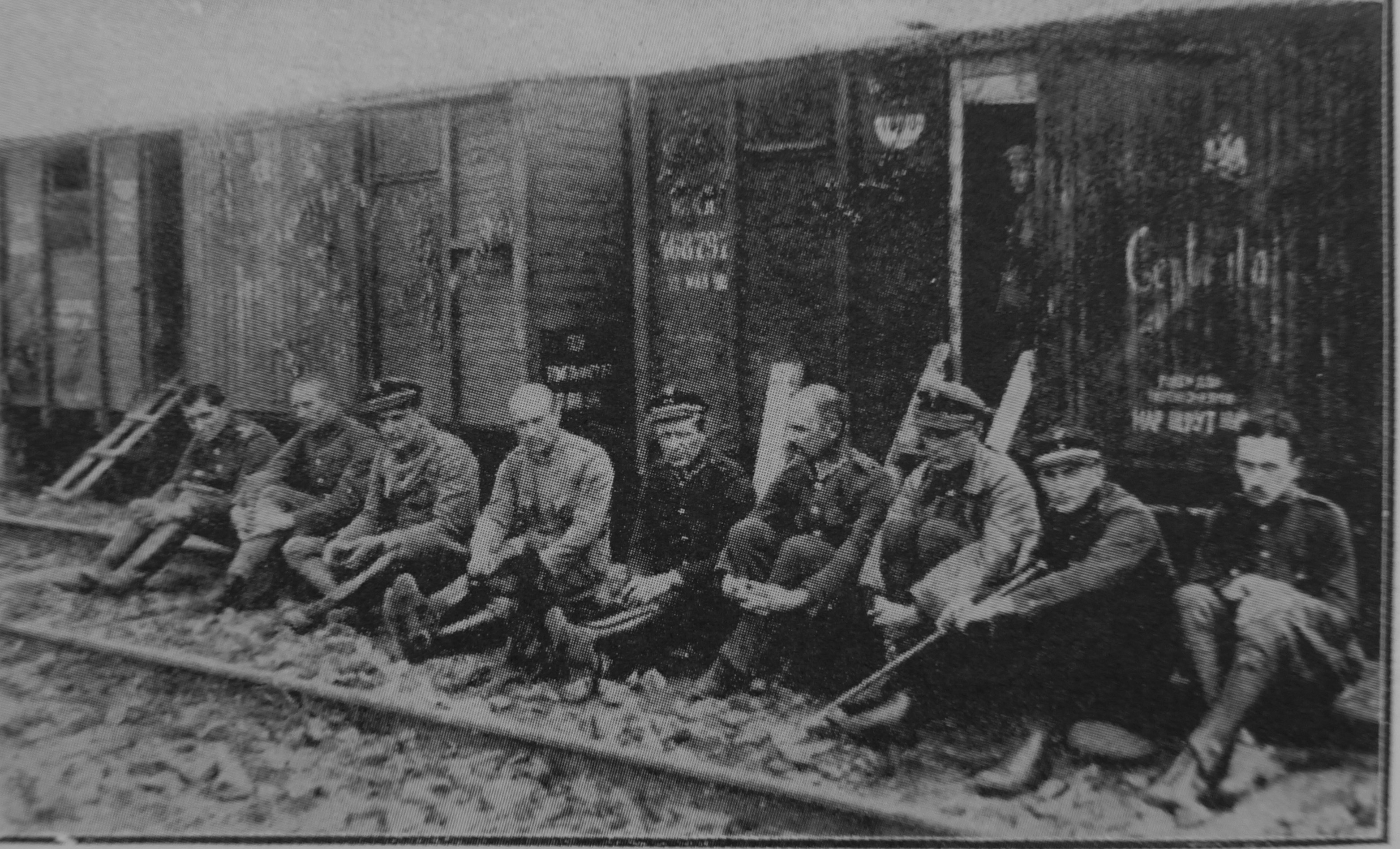
Sztab III dyonu kpt. Stefana Bastyra i 5 eskadra w Rachnach

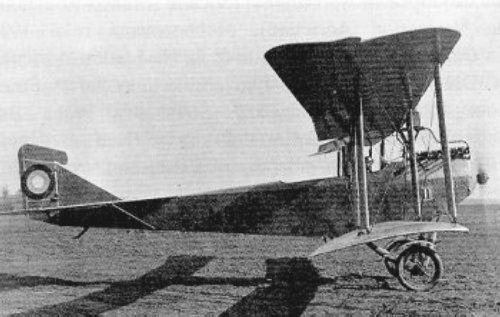
Hansa-Brandenburg B.I – pierwsze samoloty grupy lwowskiej

III Grupa Lotnicza – jednostka polskiego lotnictwa wojskowego utworzona na początku 1919 roku z Lwowskiej Grupy Lotniczej, w kwietniu 1920 roku przeorganizowana w III dywizjon lotniczy.

## Lwowska Grupa Lotnicza
Lwowska Grupa Lotnicza utworzona została 25 listopada 1918 roku na lotnisku Lewandówka we Lwowie, dowodzona przez kpt. pil. Stefana Bastyra.
W skład grupy wchodziły:
- II eskadra bojowa (eskadra lwowska)
- III eskadra lotniczo-bojowa

Wiosną 1919 roku przekształcona w III Grupę Lotniczą.

## III Grupa Lotnicza
Na bazie Lwowskiej Grupy Lotniczej na początku 1919 roku powstała III Grupa Lotnicza z siedzibą we Lwowie. Przemianowano też wchodzące w jej skład eskadry. Dowódcą Grupy pozostał kpt pil. Stefan Bastyr (przejściowo na początku 1919 dowodził nią Jan Wierzejski, a w marcu 1920 rtm. Stanisław Jasiński).
Grupa lotnicza była organem dowódczym i organizacyjnym.
W skład dowództwa grupy lotniczej wchodził: dowódca, oficer sztabu, adiutant, referent do spraw technicznych oraz 9 podoficerów lub pracowników cywilnych.
Rozkazem MSWojsk. z 6 września 1919 wprowadzono nowy etat dowództwa grupy. Liczba personelu pomocniczego została w nim znacznie zwiększona.
W styczniu 1919 w skład III Grupy wchodziły:
- 5 eskadra lotnicza (od połowy stycznia)
- 6 eskadra lotnicza
- 7 eskadra lotnicza

Pod koniec marca 1919 III Grupę zreorganizowano w związku z utworzeniem II Grupy i w jej skład wchodziły.:
- 6 eskadra lotnicza
- 7 eskadra lotnicza

20 września 1919 roku III Grupa z siedzibą we Lwowie przynależna do Frontu Galicyjskiego składała się z:
- 5 eskadry lotniczej
- 6 eskadry lotniczej

## 3 dywizjon lotniczy

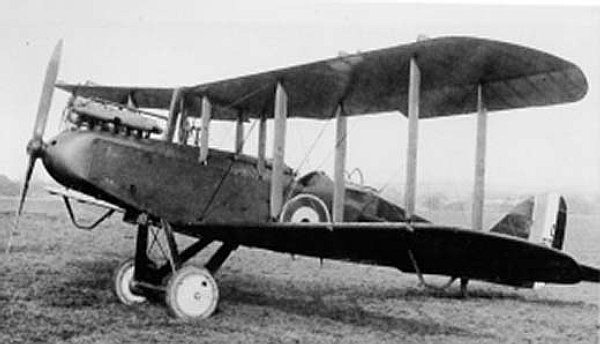
Airco DH.9 - typ samolotu używany przez dywizjon podczas bitwy warszawskiej

Reorganizacja lotnictwa bojowego wiosną 1920 przemianowała grupy lotnicze na dywizjony oraz zniosła numerację odrębną eskadr wielkopolskich i francuskich. Wszystkie istniejące w kraju eskadry otrzymały numerację porządkową od 1 do 21 (bez 20). 
W kwietniu 1920 roku III Grupa przeorganizowana została w III dywizjon lotniczy.
Dywizjon stacjonował wtedy w m. Rachna Lessowyja a w jego skład weszły: 5., 6. i 17. eskadry wywiadowcze oraz 15 eskadra myśliwska i 21 eskadra niszczycielska.
W czerwcu 1920 w skład dywizjonu wchodziły:
- 5 eskadra wywiadowcza
- 6 eskadra wywiadowcza
- 17 eskadra wywiadowcza
- 15 eskadra myśliwska
- 21 eskadra niszczycielska

Dowódcą dywizjonu był nadal Stefan Bastyr, lecz 6 sierpnia 1920 zginął w katastrofie lotniczej i dowódcą na trzy dni został por. obs. Kazimierz Kubala, a następnie Amerykanin, mjr pil. Cedric Fauntleroy, dotychczasowy dowódca 2 dywizjonu. 
W operacji warszawskiej (sierpień 1920) w skład dywizjonu wchodziły:
- 5 eskadra wywiadowcza
- 6 eskadra wywiadowcza
- 7 eskadra myśliwska, która powróciła z 2 dywizjonu
- oraz 15 eskadra myśliwska, która ostatecznie nie została wysłana do wsparcia frontu północnego.

Wówczas dywizjon przypisany był do 6 Armii na Froncie Południowym. Front miał za zadanie bronić Lwowa i szachować Armię Konną Budionnego w Małopolsce wschodniej.
W okresie tym cały dywizjon posiadał 32 najróżniejszych typów samolotów, sprawnych i niesprawnych.
16 sierpnia 1920 roku dywizjon wykonał 49 lotów bojowych. 17 sierpnia 1920 roku Dywizjon otrzymał rozkaz powstrzymania armii Budionnego, tego dnia na 14 samolotach wykonał 72 loty bojowe, część z pilotów nawet po 4-5.
W obawie przed zajęciem Lwowa, pod wieczór 18 sierpnia dywizjon odleciał do Przemyśla, we Lwowie pozostało jedynie dowództwo lotnictwa frontu i armii z mjr. pil. Cedrikiem Fauntleroyem na czele.

## 3 dywizjon myśliwski
W maju 1921 roku 3 dywizjon myśliwski składający się z 7. i 18. eskadry myśliwskiej wszedł w skład  1 pułku lotniczego w Warszawie.